# Sunday Best (Surfaces)
Sunday Best è un singolo del duo musicale statunitense Surfaces, pubblicato il 6 gennaio 2019 come terzo estratto dal secondo album in studio Where the Light Is.

## Promozione
Il duo ha eseguito il brano per la prima volta in televisione il 2 marzo 2020 al Late Night with Seth Meyers.

## Video musicale
Il video musicale, diretto da Taylor Fauntleroy, è stato reso disponibile l'11 luglio 2019.

## Tracce
Testi e musiche di Forrest Frank e Colin Padalecki.
Download digitale
1. Sunday Best – 2:39

Download digitale – Live
1. Sunday Best (Live) – 2:51
2. Sunday Best – 2:38

## Formazione
- Forrest Frank – voce, produzione, missaggio
- Colin Padalecki – produzione
- Biskwiq – assistenza al mastering

## Successo commerciale
Nonostante fosse uscita nel 2019 e dopo aver ottenuto un successo virale su TikTok solo l'anno seguente, Sunday Best ha debuttato alla 98ª posizione della Billboard Hot 100 nella pubblicazione del 14 marzo 2020, segnando così il primo ingresso del gruppo in tale classifica. Ha raggiunto la 28ª nella pubblicazione del 9 maggio 2020 e la settimana successiva è sceso alla 37ª, seppur registrando un aumento in percentuale delle riproduzioni in streaming, dei download digitali e degli ascoltatori radiofonici.
In Italia il brano è stato il 58º più trasmesso dalle radio nel 2020.

## Classifiche

### Classifiche settimanali
| Classifica (2020) | Posizione massima |
| ----------------- | ----------------- |
| Australia         | 10                |
| Austria           | 51                |
| Belgio (Fiandre)  | 11                |
| Belgio (Vallonia) | 18                |
| Canada            | 8                 |
| Danimarca         | 19                |
| Estonia           | 18                |
| Francia           | 29                |
| Germania          | 50                |
| Grecia            | 27                |
| Irlanda           | 19                |
| Italia            | 49                |
| Lettonia          | 10                |
| Lituania          | 12                |
| Malaysia          | 13                |
| Norvegia          | 21                |
| Nuova Zelanda     | 9                 |
| Paesi Bassi       | 35                |
| Portogallo        | 23                |
| Regno Unito       | 36                |
| Repubblica Ceca   | 9                 |
| Romania           | 64                |
| Singapore         | 17                |
| Slovacchia        | 16                |
| Stati Uniti       | 19                |
| Svezia            | 33                |
| Svizzera          | 23                |
| Ungheria          | 25                |

### Classifiche di fine anno
| Classifica (2020) | Posizione |
| ----------------- | --------- |
| Australia         | 32        |
| Belgio (Fiandre)  | 46        |
| Belgio (Vallonia) | 87        |
| Canada            | 30        |
| Francia           | 153       |
| Nuova Zelanda     | 27        |
| Portogallo        | 63        |
| Stati Uniti       | 61        |
| Svizzera          | 65        |
| Ungheria          | 95        |